# 何塞·德·圣马丁
何塞·德·圣马丁（西班牙語：José de San Martín；1778年2月25日—1850年8月17日），全名何塞·弗朗西斯科·德·圣马丁·马托拉斯（José Francisco de San Martín Matorras），阿根廷军事家、思想家、政治家，南美洲西班牙殖民地獨立戰爭的領袖之一。他将南美洲南部从西班牙统治中解放，与西蒙·玻利瓦尔一起被誉为“美洲解放者”，被視為民族英雄。

## 出生
聖馬丁出生於阿根廷拉普拉塔的亞佩尤土生白人殖民官吏家庭，父亲曾任亚佩尤的副都督。

## 西班牙
聖馬丁八歲的時候就隨父親去西班牙，早年在西班牙馬德里學習軍事，1789年7月进入西班牙穆尔西亚步兵团为士官生。1791年随西班牙军队在非洲同摩尔人作战，1798年和1801年分别与英國和葡萄牙作战；1808年以后，參加西班牙抗击法國拿破崙入侵的民族戰爭，他屡建功勋，獲中校軍銜。
青年时的圣马丁博览群书，卢梭的《民约论》、伏尔泰、孟德斯鸠、狄德罗、施萊尔马赫等启蒙思想家的著作对他的影响很大。他在加的斯经常与留学西班牙的拉丁美洲进步人士交往，加入了当地的秘密革命团体“劳塔罗共济会”。

## 南美洲

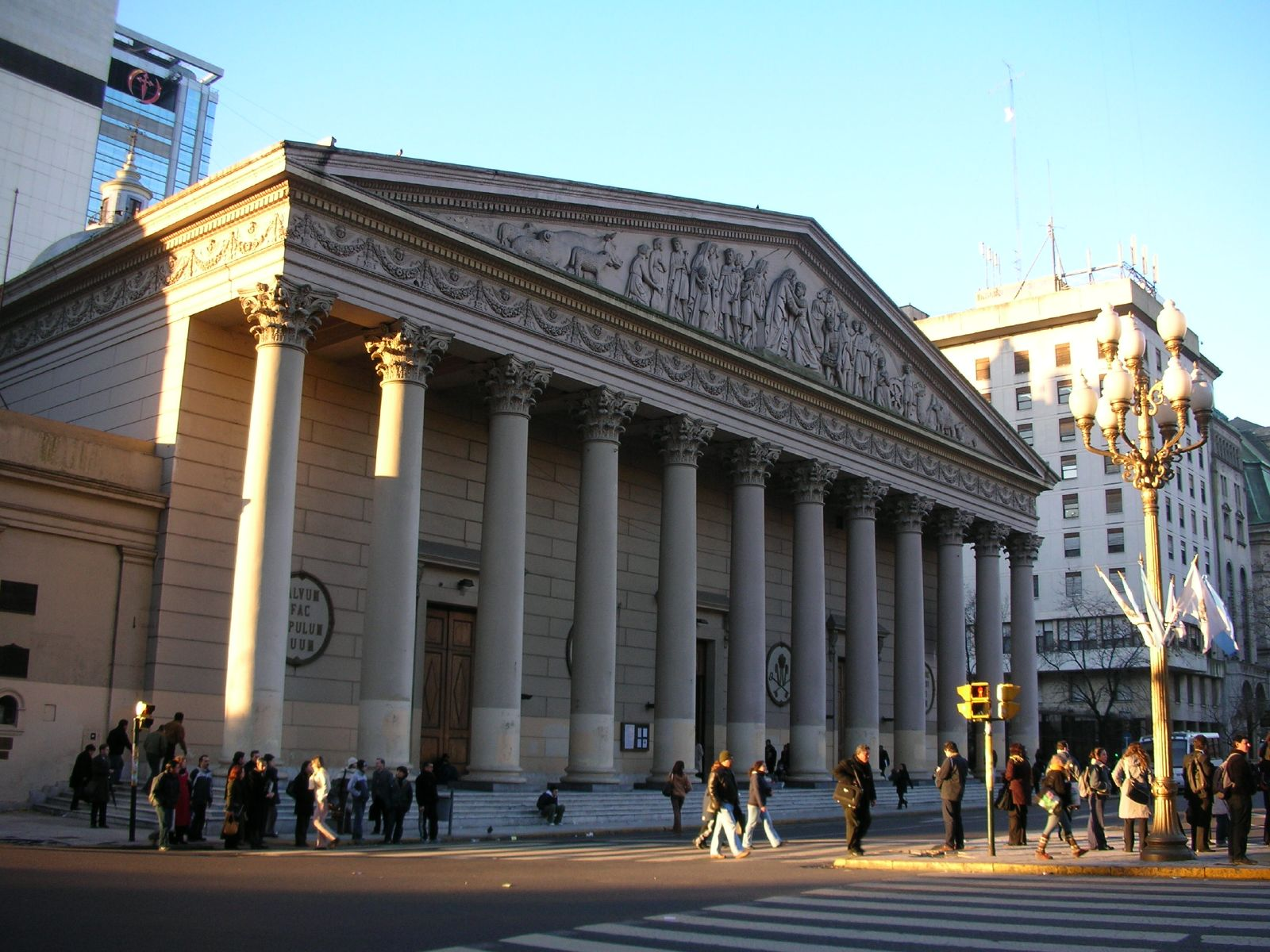
布宜諾斯艾利斯教堂

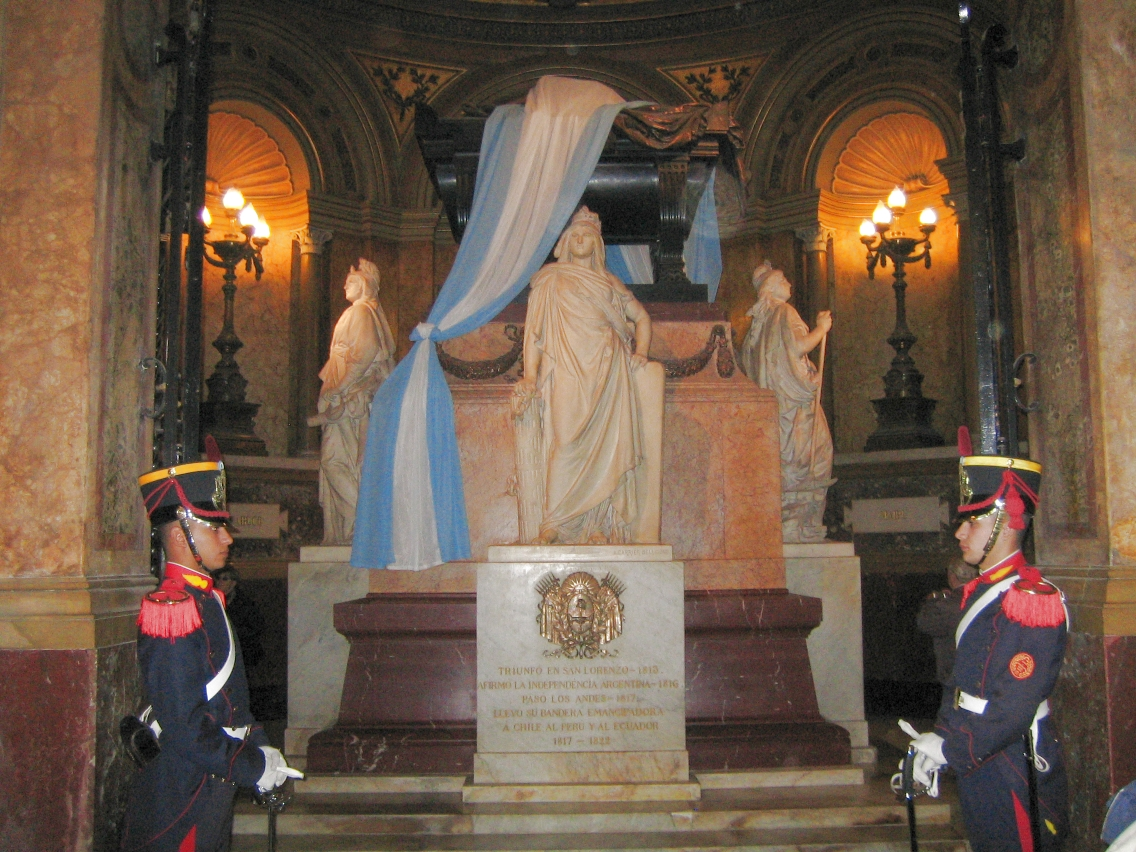
布宜諾斯艾利斯教堂内的圣马丁棺木

#### 阿根廷
1810年阿根廷布宜諾斯艾利斯发生“五月革命”，开始了独立战争。1812年初，圣马丁返回祖国投身革命。

#### 北路軍
圣马丁1812年返回阿根廷，在布宜諾斯艾利斯組織擲彈騎兵軍團。1814年任拉普拉塔聯邦愛國軍隊北路軍總司令，击退了殖民军的反扑，保卫了独立成果。組織了拉丁美洲第一支艦隊。

#### 库约省长與安第斯軍
为了消灭秘鲁总督区的殖民军主力，保证拉普拉塔乃至南美洲整个地区的独立运动取得胜利，圣马丁主张穿越安第斯山，首先解放智利，然后联合智利爱国军从海路去解放秘鲁。为此，他辞去北方军司令职务，于1814年任库约省省长，以门多萨城为练兵基地，两年多的时间，精心训练一支主要由黑人和混血种人组成，约有5000人的“安第斯军”。

#### 翻越安第斯山

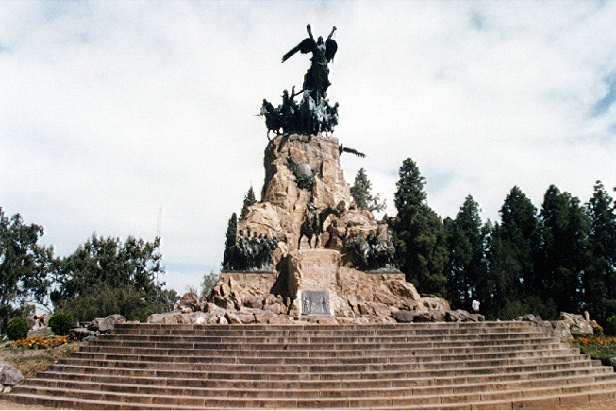
阿根廷门多萨的安第斯军纪念碑

1817年1月，圣马丁和贝纳多·奥希金斯率领5000安第斯军翻越1.2万英尺的安第斯山，出其不意地进攻智利的西班牙守军，彻底击溃了敌人。1817年2月14日圣地亚哥解放。这次胜利在南美独立运动中是有重要意义的，它使南美解放战争由战略防御转入战略进攻。次年2月12日，智利宣布独立。

### 智利战役

#### 查卡布科战役
查卡布科位于圣地亚哥北面的查卡布科山中，1817年2月12日，圣马丁率领5000人的安第斯军，翻越高耸险峻的安第斯山，于11日夜间在查卡布科兵分两路向西班牙殖民军突然出击。12日，西班牙守军在安第斯军两路夹击下大败，被歼千余人。

#### 查卡布科之后

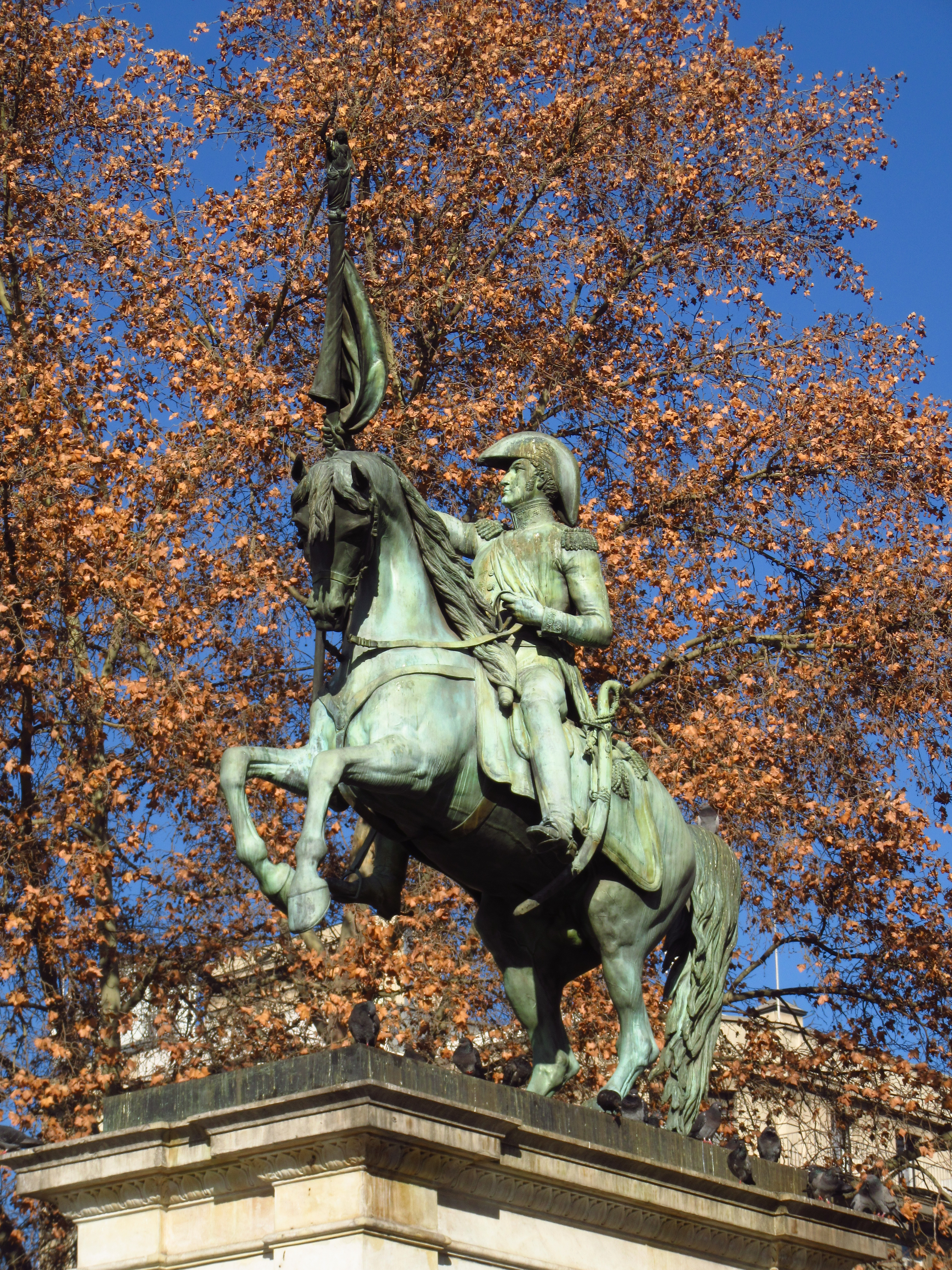
智利圣地亚哥圣马丁塑像

#### 麦伊普战役

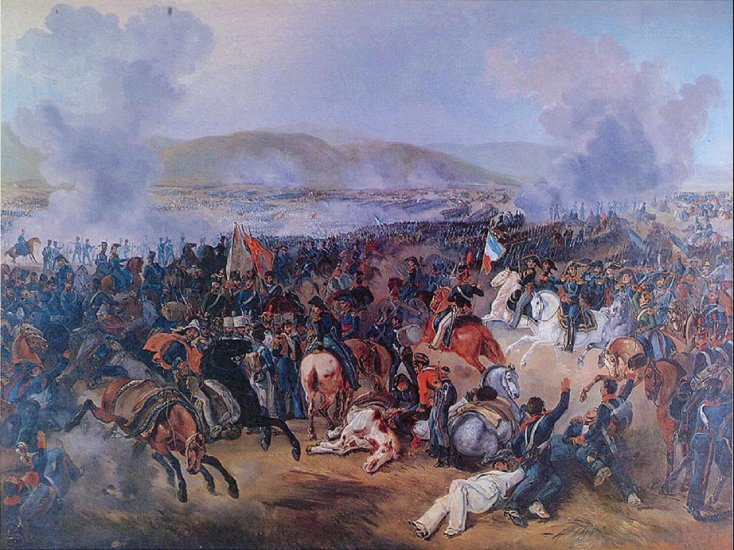
麦伊普战役, 1818年

### 远征秘鲁
1820年圣马丁以智利为基础，组成约有4500人的“解放秘鲁远征军”，包括拥有24艘舰船的智利海军，圣马丁任总司令。8月，圣马丁率军从海上进军秘鲁，9月7日夜在皮斯科登陆，后又移师瓦乔，直指利马。1821年7月6日，西班牙总督率殖民军逃往东部山区，圣马丁解放利马。

#### 秘魯護國公

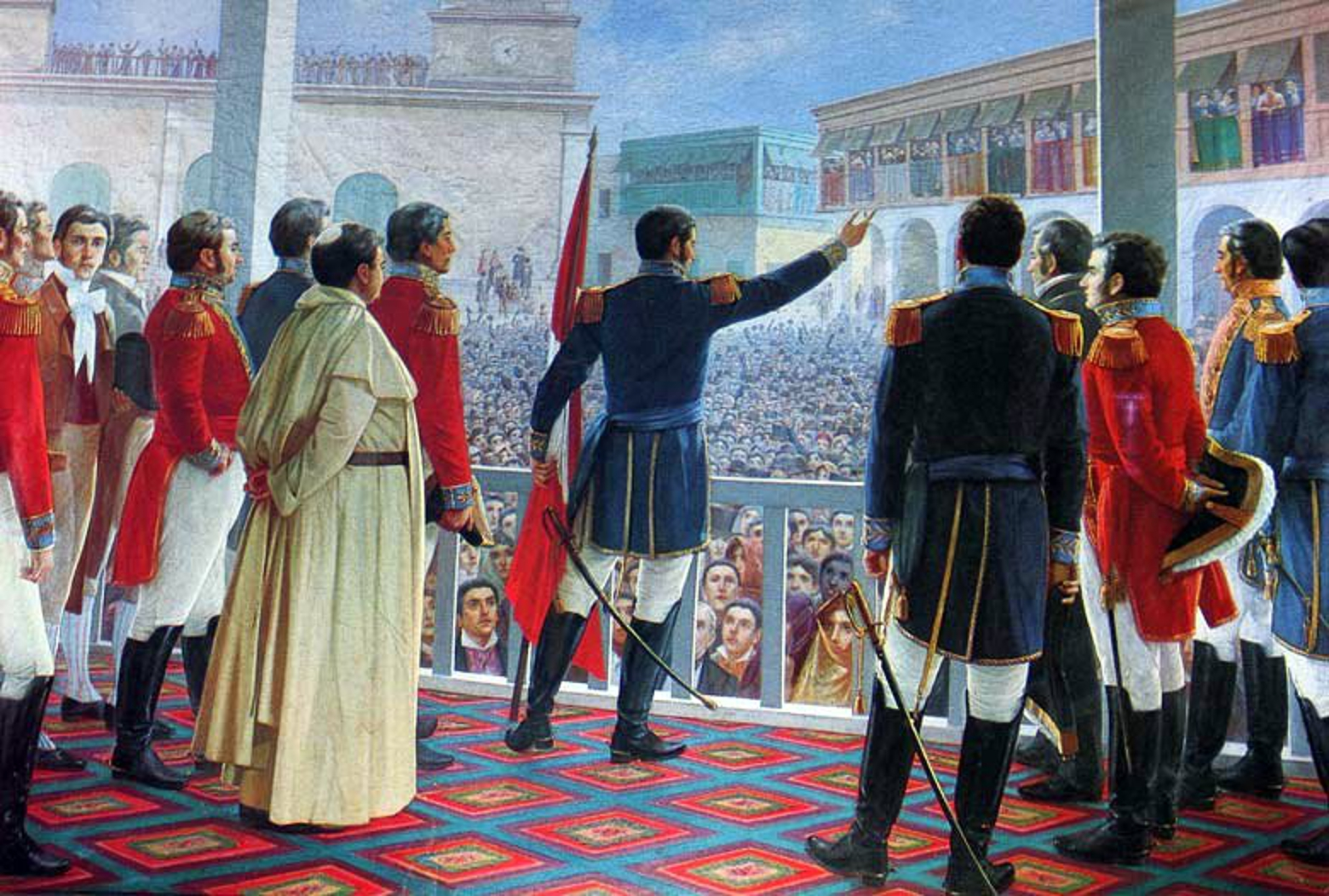
何塞·德·聖馬丁於1821年7月28日在祕魯的利馬宣佈祕魯獨立。

1821年7月28日，秘鲁宣告独立，圣马丁被推举为秘鲁护国公。

### 瓜亞基爾會談
1822年7月26～27日，圣马丁在瓜亞基爾會晤玻利瓦，並進行兩次秘密會談，共商重大的軍政問題，因意見分歧，會後返回秘魯。9月22日他辭去秘魯護國公之職，將南部軍隊指揮權交給玻利瓦後悄然引退。

## 旅居欧洲
他取道智利，回到阿根廷，1824年4月20日僑居法國。1850年8月17日逝世，終年72歲。
1. ↑  何國世 <祕魯史> P100起